# Anita Wardell
Anita Wardell (23 de agosto de 1961) es una cantante de jazz inglesa, conocida por su canto scat.  
Es una consumada cantante de scat y se destaca por su versión vocalizada del solo de Lee Morgan, "Moanin'".  
Wardell nació en Guildford, Surrey, Inglaterra, sin embargo, creció en Australia.   Estudió jazz en la Universidad de Adelaida y la Guildhall School of Music and Drama. Cantó en festivales con James Morrison, Don Burrows y Richie Cole.  En 1994 grabó a dúo con el baterista John Stevens y al año siguiente, lanzó un álbum a dúo con Liam Noble. 
Impartió un curso de jazz en el Loira, Francia y en 2005, ganó el premio BBC Best of Jazz. 

## Discografía
- Straight Ahead (33 Jazz, 1998)
- Why Do You Cry? (FMR, 1999)
- Until the Stars Fade (Symbol, 2002)
- Noted (Proper/Specific Jazz, 2006)
- Kinda Blue (Specific Jazz, 2008)
- The Road (E1/Specific Jazz, 2013)
- Stars (2022)